# Gabriella Papadakis
Gabriella Papadakis (Clermont-Ferrand, 10 de maio de 1995) é uma patinadora artística francesa que compete na dança no gelo. Com Guillaume Cizeron, ela foi medalhista de prata nos Jogos Olímpicos de Inverno de 2018, quatro vezes campeã mundial, pentacampeã europeia e heptacampeã francesa. A dupla conquistou o ouro em Pequim 2022.

## Vida pessoal
Gabriella Papadakis nasceu em Clermont-Ferrand, França. Sua mãe, Catherine, é uma treinadora de patinação. Seu pai vive no Texas. Ela se mudou para Montreal, Quebec, Canadá em 14 de julho de 2014.

## Principais resultados

### Com Guillaume Cizeron
| Resultados | Resultados    | Resultados    | Resultados        | Resultados      | Resultados       | Resultados        | Resultados        | Resultados      | Resultados       | Resultados       | Resultados      | Resultados       | Resultados    | Resultados      |
| Internacional | Internacional | Internacional | Internacional     | Internacional   | Internacional    | Internacional     | Internacional     | Internacional   | Internacional    | Internacional    | Internacional   | Internacional    | Internacional | Internacional   |
| Evento/Temporada | 08–09         | 09–10         | 10–11             | 11–12           | 12–13            | 13–14             | 14–15             | 15–16           | 16–17            | 17–18            | 18–19           | 19–20            | 20–21         | 21–22           |
| --- | ------------- | ------------- | ----------------- | --------------- | ---------------- | ----------------- | ----------------- | --------------- | ---------------- | ---------------- | --------------- | ---------------- | ------------- | --------------- |
| Jogos Olímpicos |               |               |                   |                 |                  |                   |                   |                 |                  | Medalha de prata |                 |                  |               | Medalha de ouro |
| Campeonato Mundial |               |               |                   |                 |                  | 13.ª              | Medalha de ouro   | Medalha de ouro | Medalha de prata | Medalha de ouro  |                 | C                | WD            |                 |
| Campeonato Europeu |               |               |                   |                 |                  | 15.ª              | Medalha de ouro   | Medalha de ouro | Medalha de ouro  | Medalha de ouro  | Medalha de ouro | Medalha de prata |               |                 |
| GP Grand Prix Final |               |               |                   |                 |                  |                   | Medalha de bronze |                 | Medalha de prata | Medalha de ouro  |                 | Medalha de ouro  |               | C               |
| GP Cup of China |               |               |                   |                 |                  |                   | 1st               |                 |                  | Medalha de ouro  |                 |                  |               | C               |
| GP Internationaux de France |               |               |                   |                 |                  | 5.ª               | Medalha de ouro   | WD              | Medalha de ouro  | Medalha de ouro  | Medalha de ouro | Medalha de ouro  | C             | Medalha de ouro |
| GP Italy |               |               |                   |                 |                  |                   |                   |                 |                  |                  |                 |                  |               | Medalha de ouro |
| GP NHK Trophy |               |               |                   |                 |                  |                   |                   | WD              | Medalha de prata |                  | WD              | Medalha de ouro  |               |                 |
| GP Rostelecom Cup |               |               |                   |                 |                  | 7.ª               |                   |                 |                  |                  |                 |                  |               |                 |
| CS Skate Canada Autumn Classic |               |               |                   |                 |                  |                   | Medalha de ouro   |                 |                  |                  |                 |                  |               | WD              |
| CS Finlandia Trophy |               |               |                   |                 |                  |                   |                   |                 |                  | Medalha de ouro  |                 |                  |               | Medalha de ouro |
| Coupe Internationale de Nice |               |               |                   |                 |                  | Medalha de ouro   |                   |                 |                  |                  |                 |                  |               |                 |
| Golden Spin of Zagreb |               |               |                   |                 |                  | 4.ª               |                   |                 |                  |                  |                 |                  |               |                 |
| Internacional – Júnior |               |               |                   |                 |                  |                   |                   |                 |                  |                  |                 |                  |               |                 |
| Campeonato Mundial Júnior |               | 22.ª          | 12.ª              | 5.ª             | Medalha de prata |                   |                   |                 |                  |                  |                 |                  |               |                 |
| JGP JGP Final |               |               |                   |                 | Medalha de prata |                   |                   |                 |                  |                  |                 |                  |               |                 |
| JGP JGP Áustria |               |               | Medalha de bronze |                 | Medalha de ouro  |                   |                   |                 |                  |                  |                 |                  |               |                 |
| JGP JGP Estados Unidos |               | 15.ª          |                   |                 |                  |                   |                   |                 |                  |                  |                 |                  |               |                 |
| JGP JGP Estônia |               |               |                   | 4.ª             |                  |                   |                   |                 |                  |                  |                 |                  |               |                 |
| JGP JGP França |               |               | 4.ª               |                 | Medalha de ouro  |                   |                   |                 |                  |                  |                 |                  |               |                 |
| JGP JGP Polônia |               |               |                   | 4.ª             |                  |                   |                   |                 |                  |                  |                 |                  |               |                 |
| International Trophy of Lyon |               |               | Medalha de ouro   | Medalha de ouro | Medalha de ouro  |                   |                   |                 |                  |                  |                 |                  |               |                 |
| Santa Claus Cup | N             |               |                   | J               |                  |                   |                   |                 |                  |                  |                 |                  |               |                 |
| NRW Trophy |               |               |                   |                 | J                |                   |                   |                 |                  |                  |                 |                  |               |                 |
| Nacional |               |               |                   |                 |                  |                   |                   |                 |                  |                  |                 |                  |               |                 |
| Campeonato Francês |               |               |                   |                 |                  | Medalha de prata  | Medalha de ouro   | Medalha de ouro | Medalha de ouro  | Medalha de ouro  | Medalha de ouro | Medalha de ouro  | WD            | Medalha de ouro |
| Master's |               |               | J                 | J               | J                | Medalha de bronze | Medalha de ouro   |                 | Medalha de ouro  | Medalha de ouro  |                 | Medalha de ouro  |               |                 |
| Equipes |               |               |                   |                 |                  |                   |                   |                 |                  |                  |                 |                  |               |                 |
| Troféu Mundial por Equipes |               |               |                   |                 |                  |                   | 6.ª 6T/2P         |                 |                  |                  | 6.ª 4T/1P       |                  |               |                 |
| Legenda: GP = Grand Prix; JGP = Grand Prix Júnior; CS = Challenger Series; WD = Abandonou; T = Posição da equipe; P = Posição individual; Competição não foi disputada nesta temporada; Competição não fez parte do GP/CS; Competição fez parte do GP/CS |               |               |                   |                 |                  |                   |                   |                 |                  |                  |                 |                  |               |                 |